# Podentes
Podentes is een plaats (freguesia) in de Portugese gemeente Penela en telt 584 inwoners (2001).